# حي عطان (صنعاء)

تعديل مصدري - تعديل

حي عطان أحد أحياء مديرية الوحدة في مدينة صنعاء اليمنية، بلغ عدد سكانه 469 نسمة عام 2004.

## الحارات
| الحارة       | عدد المساكن | عدد الأسر | الذكور | الأناث | الإجمالي |
| ------------ | ----------- | --------- | ------ | ------ | -------- |
| حارة فج عطان | 74          | 65        | 277    | 192    | 469      |
| الإجمالي     | 74          | 65        | 277    | 192    | 469      |